# Ronde van Roemenië
De Ronde van Roemenië (Roemeens: Turul ciclist al României) is een meerdaagse wielerwedstrijd in Roemenië.
De etappewedstrijd omvat meestal zes of meer etappes. De wedstrijd werd voor het eerst georganiseerd in 1934 maar vervolgens niet jaarlijks. Tussen 2008 en 2014 maakte de wedstrijd deel uit van de UCI Europe Tour, ingedeeld in categorie 2.2. Recordwinnaars zijn Mircea Romașcanu en Constantin Dumitrescu die beiden driemaal de eindoverwinning opeisten. Tussen 2014 en 2017 werd de wedstrijd niet georganiseerd, om vervolgens in 2018 terug te keren op de kalender. Voorheen werd de wedstrijd in juni verreden, maar vanaf nu vindt de Ronde van Roemenië plaats in het najaar.

## Lijst van winnaars
*Gediskwalificeerd vanwege dopinggebruik.